# Sertão (Río Grande del Sur)
Sertão es un municipio brasileño del estado de Rio Grande do Sul.

## Ubicación
Se encuentra ubicado a una latitud de 27°58′47″ S y una longitud de 52°15′35″ O, estando a una altitud de 735 metros sobre el nivel del mar.
Ocupa una superficie de 439 km².

## Demografía
Su población estimada para el año 2004 era de 5 541 habitantes.

## Historia
La localidad fue fundada en 1918 por un grupo de italianos, con motivo de un cruce de ferrocarriles. El municipio como entidad administrativa fue creado el 5 de noviembre de 1963, según la Ley 4.597.